# Suziey Block
Pour les articles homonymes, voir Suzanne et Block.
Suziey Block, née Suzanne Block à Fenton dans le Michigan, est une actrice et productrice américaine.

## Filmographie
Actrice
- 2001 : Knight Chills : la serveuse
- 2005 : 17000 Block
- 2006 : Sleeper Cell (série télévisée) : Barista
- 2007 : Backyards & Bullets (téléfilm) : l'amie de Melinda
- 2008 : The Cereal Aisle (court métrage) : Barista
- 2009 : Monk (série télévisée) : la serveuse
- 2009 : It's Always Smoggy in L.A. (série télévisée) : Charlotte
- 2010 : Exquisite Corpse : Mary
- 2010 : Where Is Amy Pressman? : Amy Pressman
- 2012 : Good Satan : Anahita
- 2012 : Entrance : Suzy
- 2012 : The Rule of Three (court métrage) : Evelyn Carter
- 2012 : Lifers (court métrage) : Judy
- 2013 : Pavement (mini-série) : Valerie Holden
- 2013 : Shangrilala (série télévisée) : Nancy
- 2013 : Billy Club : l'infirmière
- 2013 : If We Were Adults (court métrage) : Izzy
- 2013 : The Aztec Box : Liz
- 2014 : Meaning of Violence : Katherine
- 2014 : Horror Show (série télévisée)
- 2014 : American Mummy : professeure Jensen
- 2014 : Masters of Sex (série télévisée) : Stag Film Woman
- 2014 : The Pact II : Ellie Ford
- 2014 : Pester : l'infirmière de réadaptation
- 2015 : NCIS : Los Angeles (série télévisée) : la marionnettiste
- 2015 : Dude Bro Party Massacre III : l'étudiante
- 2015 : Wonder Valley : Christina
- 2014 : Fourth Stringers (TV Mini-Series) : Suziey
- 2016 : The Shickles : Margot Shickles
- 2016 : Disposition (court métrage) : Kate Aubrey

Productrice
- 2012 : Entrance
- 2014 : Fourth Stringers (mini-série)